# Ceraclea albimacula
Ceraclea albimacula är en nattsländeart som först beskrevs av Jules Pièrre Rambur 1842.  Ceraclea albimacula ingår i släktet Ceraclea och familjen långhornssländor. Inga underarter finns listade i Catalogue of Life.